# HNK Sloga Uskoplje
Pour les articles homonymes, voir HNK.
Le HNK Sloga est un club de football de Bosnie-Herzégovine. 
Le HNK Sloga est fondé en 1946 dans la ville de Gornji Vakuf-Uskoplje. Le club joue ses matchs à domicile dans le stade Košute, pouvant accueillir 5 000 spectateurs. 

## Palmarès
- Coupe d'Herzeg-Bosnia Cup
  - Finaliste : 1996